# ارناندو
ارناندو (انگلیسی: Ernando؛ زادهٔ ۱۷ آوریل ۱۹۸۸) بازیکن فوتبال اهل برزیل است.
از باشگاه‌هایی که در آن بازی کرده‌است می‌توان به باشگاه ورزشی اینترناسیونال اشاره کرد.